# Absolutely Live
Absolutely Live är ett livealbum av The Doors från 1970.

## Låtlista
Alla låtar skrivna av John Densmore, Robbie Krieger, Ray Manzarek och Jim Morrison, där inte annat angetts.
1. "House Announcer" - 2:40
2. "Who Do You Love?" (Bo Diddley) - 6:02
3. "Alabama Song (Whiskey Bar)" (Bertolt Brecht/Kurt Weill) - 1:51
4. "Back Door Man" (Willie Dixon) - 2:22
5. "Love Hides" - 1:48
6. "Five to One" - 4:34
7. "Build Me a Woman" - 3:33
8. "When the Music's Over" - 16:16
9. "Close to You" (Willie Dixon) - 4:04
10. "Universal Mind" - 4:54
11. "Petition the Lord With Prayer" - 0:52
12. "Dead Cats, Dead Rats" - 1:57
13. "Break On Through (To the Other Side) No. 2" - 4:36
14. "The Celebration of the Lizard: Lions in the Street" - 1:14
15. "The Celebration of the Lizard: Wake Up" - 1:21
16. "The Celebration of the Lizard: A Little Game" - 1:12
17. "The Celebration of the Lizard: The Hill Dwellers" - 2:35
18. "The Celebration of the Lizard: Not to Touch the Earth" - 4:14
19. "The Celebration of the Lizard: Names of the Kingdom" - 1:29
20. "The Celebration of the Lizard: The Palace of Exile" - 2:20
21. "Soul Kitchen" - 7:15